# Wimbledon (Londres)

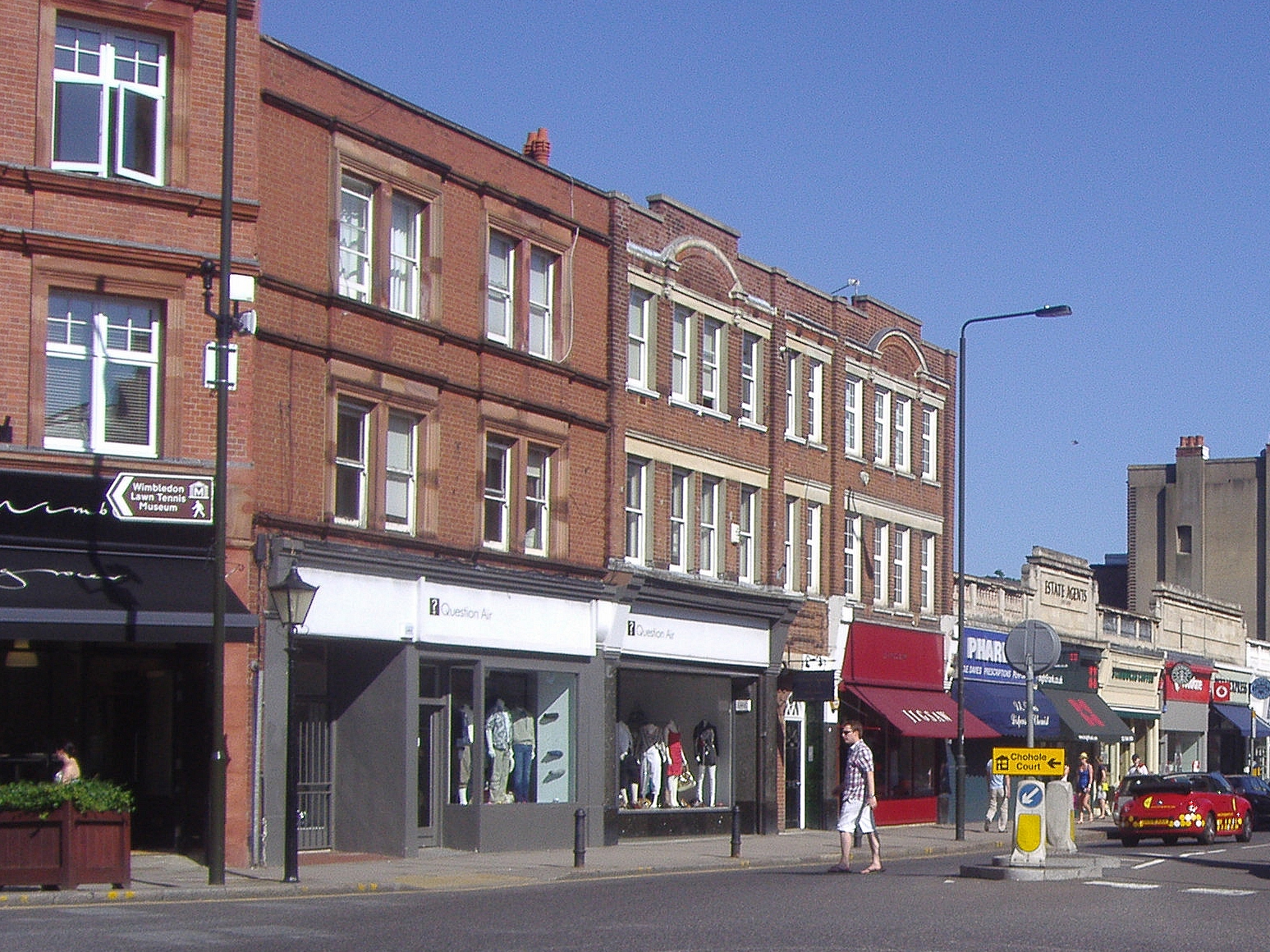
Wimbledom High Street

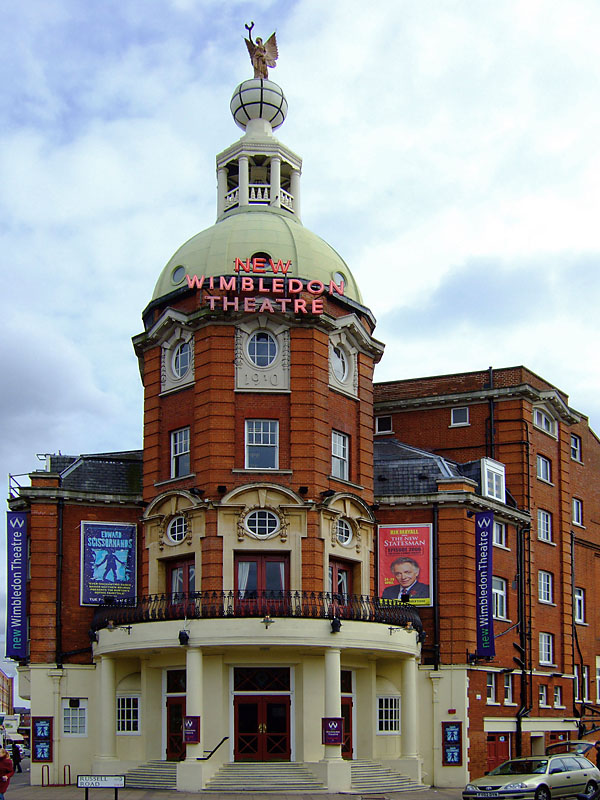
New Wimbledon Theatre

Wimbledon é um distrito no borough de Merton, na Região de Londres, na Inglaterra, com uma população de aproximadamente 197 mil pessoas. É famoso pelo Torneio de Wimbledon, uma das grandes competições anuais de tênis.
No cenário futebolístico, era a casa do Wimbledon Football Club, pequena mas tradicional equipe de Londres nos anos 1980 e 1990. O clube foi extinto em 2003 e refundado na cidade de Milton Keynes, o que irritou os torcedores - notadamente, moradores de Wimbledon -, que fundaram então uma nova equipe para o bairro, o Association Football Club Wimbledon.